# 庫雷比奇 (北卡羅萊納州)
庫雷比奇（英語：Kure Beach）是一個位於美國北卡羅萊納州新漢諾威縣的城鎮。

## 人口
根據2020年美國人口普查的數據，庫雷比奇的面積為2.29平方千米，當中陸地面積為2.28平方千米，而水域面積為0.01平方千米。當地共有人口2191人，而人口密度為每平方千米957人。